# 欽切羅斯省

欽切羅斯省（西班牙語：Provincia de Chincheros），是秘魯的省份，位於該國南部阿普里馬克大區，首府是欽切羅斯，面積1,242平方公里，2007年人口51,583，人口密度每平方公里41.52人。
13°31′22″S 73°43′42″W / 13.52278°S 73.72833°W